# طائفة بلنسية
طائفة بلنسية هي إحدى ممالك الطوائف التي تأسست نحو عام 400 هـ في شرقي الأندلس أثناء فتنة الأندلس على أيدي الفتيان الصقالبة العامريين، وتتابع عليها حكام عدة حتى انهارت نهائيًا عام 487 هـ بعد أن دخلها القائد القشتالي السيد الكمبيادور.

## تاريخ الطائفة
أسس مبارك ومظفر الصقلبيان دولتهما في بلنسية وشاطبة في شرقي الأندلس نحو عام 400 هـ بعد فرارهم من قرطبة أثناء فتنة الأندلس التي سبقت انهيار الدولة الأموية في الأندلس وظلت بأيدي الفتيان العامريين حتى عام 411 هـ عندما اتفقوا على التنازل عنها لصالح عبد العزيز بن أبي عامر حفيد سيدهم الحاجب المنصور وورثها من بعده ابنه عبد الملك المظفر حتى انتزعها منه صهره المأمون بن ذي النون صاحب طليطلة عام 457 هـ.
أناب المأمون الوزير أبي بكر بن عبد العزيز في حكم المدينة، وهو الذي استغل بعد نحو عشر سنوات وفاة المأمون الذي خلفه حفيده الضعيف يحيى القادر واستقل بحكمها عام 468 هـ حتى وفاته عام 477 هـ. وبعد سقوط طائفة طليطلة في صفر 478 هـ في أيدي القشتاليين، ساعد القشتاليين القادر بن ذي النون على استعادة حكمه لبلنسية حيث نجح في دخولها في ذي القعدة 478 هـ، عندما لم يجد أهل بلنسية أمامهم سوى عزل حاكمهم أبو عمرو عثمان بن عبد العزيز وتسليمها للقادر لحقن دمائهم.
وفي عام 481 هـ، حاول المنذر بن هود حاكم لاردة وطرطوشة الاستيلاء على بلنسية وحاصرها، مما جعل القادر يستنجد بالمستعين بن هود صاحب سرقسطة لفك الحصار. أسرع المستعين وحليفه القشتالي السيد الكمبيادور بجنودهما لفك حصار بلنسية، فلم يجد المنذر أمامه من مفر إلا الانسحاب قبل أن يشتبك معهما. وبدل أن يعود المستعين وحليفه من حيث أتوا، ضربا حصارًا جديدًا على المدينة لإسقاطها، مما دفع القادر للإيقاع بين الحليفين عن طريق رشوة الكمبيادور بالمال لفك الحصار. تحقق للقادر ما خطط له، إلا أن ثمن ذلك كان أن يتولى جنود الكمبيادور وجنوده الدفاع عن المدينة، وينزلا بأحد ضواحيها. أرهق الكمبيادور وجنوده البلنسيين ماديًا وأضروا بأمنهم، مما أثار البلنسيون على حكم القادر، فقتلوه في رمضان 485 هـ واختاروا القاضي أبي أحمد جعفر بن جحاف لحكمهم.
وأمام تهديدات الكمبيادور، قبل البلنسيون أن يؤدوا الجزية للكمبيادور عهده، إلا أنه مع تمادي الكمبيادور في إرهاق المدينة بمطالبة، أغلقوا أبوابها، وراسلوا المرابطين يستنجدون بهم، وقرروا المقاومة. ضرب الكمبيادور حصارًا محكمًا على المدينة لمدة 20 شهرًا، حتى فتك الجوع بأهل بلنسية وأكلوا الجيف، فدبّ اليأس في قلوب البلنسيين، أجبروا ابن جحاف على التفاوض لتسليم المدينة وعقد الصلح. وبالفعل تم التسليم للكمبيادور في 28 جمادى الأولى 487 هـ، لتنتهي بذلك الطائفة. ولم يستعد المسلمون المدينة إلا بعد سبع سنوات، بعد أن نجح المرابطون في استعادتها من أرملة الكمبيادور التي حكمت المدينة بعد وفاته لعامين.

## حكام الطائفة
- مبارك ومظفر الصقلبيان (400 هـ - 408 هـ)
- مجاهد العامري ولبيب الصقلبي (408 هـ - 411 هـ)
- عبد العزيز بن عبد الرحمن المنصور (411 هـ - 452 هـ)
- عبد الملك بن عبد العزيز المظفر (452 هـ - 457 هـ)
- أبو بكر بن عبد العزيز (457 هـ - 468 هـ "كنائب عن المأمون بن ذي النون") ثم (468 هـ - 477 هـ "مستقلاً")
- أبو عمرو عثمان بن عبد العزيز (477 هـ - 478 هـ)
- القادر بن ذي النون (478 هـ - 485 هـ)
- أبو أحمد جعفر بن جحاف (485 هـ - 487 هـ)